# Río Queuco
El Río Queuco es un afluente del río Biobío.

## Trayecto
El río Queuco en todo su recorrido forma parte de la comuna de Alto Biobío. Se desarrolla en la alta cordillera entre la cordillera Tricauco  y la cordillera Malla-Malla de aquella comuna, específicamente al poniente de Trapa-Trapa, en las inmediaciones del volcán Copahue.  A lo largo de su trayecto empieza a aumentar su caudal gracias a los abundantes cursos de agua de aquel sector cordillerano. Entre los tributarios más importantes de su trayecto se encuentra el río Nirementun, el estero Otue y el estero Cauñicú. Finalmente desemboca en el río Biobío cerca del límite de las comunas de Santa Bárbara y Alto Biobío.

## Historia
En el valle del Queuco es posible encontrar el territorio ancestral de varias comunidades pehuenches, entre las que se encuentran:
- Comunidad pehuenche de Pitril
- Comunidad pehuenche de Cauñicú
- Comunidad pehuenche de Trapa Trapa
- Comunidad pehuenche de Butalelbun

Francisco Astaburuaga escribió en 1899 en su obra póstuma Diccionario geográfico de la República de Chile sobre el río:
Queuco.-—Riachuelo de la sección oriental del departamento de Laja que tiene sus fuentes al lado austral del boquete de Puchachén. Corre hacia el SO. por entre sierras de la falda occidental de los Andes, y va á echarse en la derecha del Bío-Bío á unos 40 kilómetros más arriba de la villa de Santa Bárbara. Algunos lo llaman Queguaco y en su parte inferior río Callaquí. Es de poco caudal y de corto curso.